# Bivolari
Bivolari é uma comuna romena localizada no distrito de Iaşi, na região de Moldávia. A comuna possui uma área de 69.00 km² e sua população era de 4485 habitantes segundo o censo de 2007.